# قبلایی (جماعت)
قِبلایی جماعت و شهرکی در کشور تاجیکستان است که در ناحیهٔ رودکی ناحیه‌های تابع جمهوری قرار دارد. جمعیت این جماعت ۸۶۸۲ است.